# Джованні Гронкі
Джованні Гронке (італ. Giovanni Gronchi; 10 вересня 1887, Понтедера — 17 жовтня 1978, Рим) — італійський політик, третій президент Італії (з 1955 по 1962 рік). Президентський термін Гронке, який представляв ліве крило християнських демократів, ознаменувався невдалою спробою «зсуву вліво» з метою відкриття урядової коаліції для лівих партій.

## Біографія

### Початок політичної кар'єри
Джованні Гронке народився 10 вересня 1887 року в місті Понтедера (Тоскана). Він став одним з перших членів Християнського руху в Італії, заснованого католицьким священиком Ромоло Мурреєм в 1902 році. Свій перший вчений ступінь у галузі літератури і філософії Гронке отримав, навчаючись в Вищої Нормальної школі Пізи. З 1911 по 1915 він працював учителем у кількох містах Італії у тому числі в Пармі, Массі, Бергамо і Монці.
З початком Першої світової війни Гронке зголосився добровольцем на фронт, а після її закінчення в 1919 році став одним із засновників Католицької італійської народної партії. В 1919 і в 1921 роках він обирався в італійський парламент депутатом від Пізи. У той же час він очолював італійську конфедерацію християнських трудящих, а в 1922-1923 роках був заступником міністра промисловості і торгівлі в першому уряді Беніто Муссоліні. Однак у квітні 1923 року на національному засіданні Народної партії в Турині було прийнято рішення зняти з усіх урядових посад представників даної партії, серед яких був і Джованні Гронке. Після цього він повернувся на посаду лідера профспілок, і надалі часто потрапляв в опалу у фашистських загонів, з якими йому доводилося стикатися.
В 1924 році, після того як Луїджі Стурцо пішов з посади секретаря Народної партії, цю посаду зайняв Гронке, разом з двома іншими видними партійними діячами (Спатар і Родино). У тому ж році він був знову обраний до парламенту і долучився до антифашистської опозиції, так званого Авентинського руху. В 1926 році, з приходом в країні нового режиму, Гронке був виключений з парламенту.
У період з 1926 по 1943 рік Гронке, не бажаючи примкнути до фашистської партії, припинив свою політичну кар'єру. Всі ці роки він заробляв на життя, ведучи власний бізнес, спочатку як продавець, а потім промисловець.

### Кар'єра в уряді Італії
В 1943-1944 роках він був одним із засновників нової Християнсько-демократичної партії, а також став лідером лівого крила фракції, поряд з Джорджіо Ла Піра, Джузеппе Доссетті і Енріко Маттеї. У ті ж роки він був членом багатопартійного Комітету національного визволення, де представляв свою партію. Коли з початком «Холодної війни» соціалісти й комуністи були виключені зі складу уряду, Гронке різко протестував проти цього рішення.
Хоча Гронке нерідко вступав у протистояння з багатьма керівниками своєї партії, в тому числі і з її генеральним секретарем Альчіде де Гаспері, він все ж пробився досить високо в новому уряді Італії, очоливши в 1944-1946 роках міністерство промисловості, а в 1946 році був обраний до Установчих зборів. З 1948 по 1955 рік Гронке був президентом Палати депутатів Італії. При цьому він піддавався переслідуванням всередині власної партії: після того, як Гронке виступив проти ряду «надзвичайних заходів» уряду де Гаспері (включаючи обмеження права на страйк), верхівка ХДП закрила його газету «Ліберта».
На IV з'їзді ХДП в 1952 році Гронке спільно з представником центристського течії в християнській демократії Амінторе Фанфані виступив проти електорального союзу з вкрай правими силами (неофашистами і монархістами) і за створення «лівоцентристського блоку» з Італійської соціалістичною партією та іншими лівими, виключаючи комуністів. На V з'їзді ХДП в 1954 році Гронке знову закликав, змінивши союзників, здійснити «зсув вліво».
В 1955 році термін першого президента Італії Луїджі Ейнауді підійшов до кінця, і парламент повинен був вибрати його наступника. Новий секретар Християнсько-демократичної партії Амінторе Фанфані сприяв лібералові Чезаре Мерцагора, який у той час очолював сенат країни. Однак вкрай праве крило ХДП на чолі з Джузеппе Пелла, Джуліо Андреотті, Гвідо Гонелла і Сальваторе Скока підтримало лідерів лівих Джованні Пасторе, Джорджо Бо і Акілле Марацці, що виступили проти партійного керівництва, з метою просування Джованні Гронке. Після довгих перепалок і остаточного краху центристської коаліції, 29 квітня 1955 року Гронке був обраний президентом Італії, набравши 658 голосів з 833.

### Президентство
У своєму інавгураційному зверненні до парламенту Гронке закликав до соціальних реформ, дотримання громадянських свобод, подолання бідності і безробіття. Його діяльність на посаді президента ознаменувалася прагненням поступово відкрити уряд для лівих партій. Праві критики зображували політику Гронке як крок до можливого повернення соціалістів і комуністів в уряд, а отже — і до виходу Італії з НАТО. Тому ці проекти зустріла жорстка опозиція з боку ліберальних партій.
У спробі вийти з глухого кута, в 1959 році Гронке призначив прем'єр-міністром довіреного члена його власної католицької лівої фракції Фернандо Тамброні. Однак незабаром Тамброні виявився провідником правого політичного курсу, включаючи цензуру і антикомуністичні переслідування. Зіткнувшись з великим опором, він утримався в парламенті лише завдяки голосам неофашистів з Італійського соціального руху. В 1960 році в багатьох містах Італії пройшли масові заворушення проти політики Тамброні, особливо серйозні з них були в Генуї, Лікаті та Реджо-Емілії, де поліція відкрила вогонь по демонстрантах, убивши десятьох осіб. На вулиці Генуї були виведені танки. У відповідь Загальна італійська конфедерація праці провела багатомільйонний страйк, підтриманий Комуністичною, Соціалістичною, Соціал-демократичною та Республіканською партіями.
Після цього Трамбоні і його уряд християнських демократів були змушені з ганьбою піти у відставку. Сумний досвід правління Тамброні підмочив репутацію Джованні Гронке, і до кінця свого терміну в 1962 році він мав славу в суспільстві як президент-невдаха. В 1962 році за підтримки Енріко Маттеї Гронке спробував отримати другий мандат, але ця спроба з тріском провалилася, і президентом був обраний Антоніо Сеньї.
З 11 травня 1962 року — довічний сенатор (відповідно до конституції Італії).
Помер 17 жовтня 1978 року в Римі у віці 91 року.

## Цікаві факти
- Є одним з чотирьох людей, хто двічі відкривав Олімпійські ігри. Інші — Гітлер, Єлизавета II і Хірохіто. Якщо Джованні Гронке, Адольф Гітлер і Хірохіто відкривали ігри вдруге в своїх країнах, то Єлизавета II відкривала ігри в двох країнах — у Канаді в 1976 і Великій Британії в 2012 році.